# Ciocalypta alba
Ciocalypta alba är en svampdjursart som beskrevs av Carvalho et al. 2003. Ciocalypta alba ingår i släktet Ciocalypta och familjen Halichondriidae.
Artens utbredningsområde är havet utanför Brasilien. Inga underarter finns listade i Catalogue of Life.